# Laurens (cheval)
Laurens (2015-) est un cheval de course pur-sang spécialisé dans les courses de plat.

## Carrière de courses
Élevée en France, Laurens passe aux ventes de yearlings de Goffs à Doncaster, en Angleterre, où elle est adjugée pour £ 220 000 à Salcey Forest Stud pour le compte de John Dance. Confiée à l'entraîneur Karl Burke, elle débute en juillet de ses 2 ans par une victoire à Doncaster, suivie d'une bonne tentative durant le meeting de Deauville où elle prend le premier accessit du Prix du Calvados, alors labellisé groupe 3. En progrès constant, elle confirme en remportant les May Hill Stakes en septembre, puis trouve la consécration dans le Fillies' Mile, devançant la future championne Magical, quatrième ce jour-là, et s'établissant comme l'une des meilleures pouliches de sa génération. Pourtant le titre de meilleure 2 ans européenne lui échappe au profit de la Coolmore Happily, qui vient de battre les mâles dans le Prix Jean-Luc Lagardère.
En 2018, Laurens fait sa rentrée directement dans les 1000 Guinées, sans course préparatoire. Elle y prend une bonne deuxième place derrière une énorme outsider, Billesdon Brook, partie à 66/1. Plutôt que viser les Oaks, sur une distance a priori trop longue pour elle, la partenaire de P.-J. McDonald revient en France avec le Prix de Diane en ligne de mire. Elle s'impose d'un souffle dans le Prix Saint-Alary, avant de l'emporter à l'issue d'une lutte acharnée le jour J à Chantilly. À chaque fois Laurens l'emporte in extremis, mais à chaque fois elle l'emporte : ce n'est pas tant son style ou sa domination qui impressionnent, que sa pugnacité - semblant toujours battue, elle a du cœur et déjoue les séductions trop faciles d'autres pouliches plus tapageuses. Reste la question de sa tenue : il est de se confronter à la distance classique, et en août la voilà au départ des Yorkshire Oaks. Elle termine sixième, et au moins les choses sont claires : les 2 100 mètres du Prix de Diane étaient bien le bout du monde pour elle. Sagement revenue sur le mile, la pouliche ajoute un quatrième et un cinquième groupe 1 à sa formidable récolte de la saison, les Matron Stakes et les Sun Chariot Stakes, à chaque fois devant des championnes, Alpha Centauri et Happily, à chaque fois à la lutte. Peut-être un peu défraîchie, elle termine l'année par une nette défaite dans les Queen Elizabeth II Stakes.
À 4 ans, Laurens est moins étincelante, et connaît des résultats en dents de scie. Son bilan est toutefois plus qu'honorable, puisqu'elle s'adjuge un sixième groupe 1, à Deauville dans le Prix Rothschild, et prend deux premiers accessits, dans les Lockinge Stakes et les City of York Stakes. Fin 2019, elle met un terme à sa carrière et rejoint le haras.

### Résumé de carrière
| Date         | Hippodrome   | Pays        | Course                    | Statut      | Distance    | Jockey         | Place       | Écart       | Vainqueur ou deuxième |
| 2017, 2 ans  | 2017, 2 ans  | 2017, 2 ans | 2017, 2 ans               | 2017, 2 ans | 2017, 2 ans | 2017, 2 ans    | 2017, 2 ans | 2017, 2 ans | 2017, 2 ans           |
| ------------ | ------------ | ----------- | ------------------------- | ----------- | ----------- | -------------- | ----------- | ----------- | --------------------- |
| 20 juillet   | Doncaster    | Royaume-Uni | Maiden                    |             | 1 400 m     | P.-J. McDonald | 1er / 15    | encolure    | Exhort                |
| 19 août      | Deauville    | France      | Prix du Calvados          | Gr. 3       | 1 400 m     | P.-J. McDonald | 2e / 11     | 1 ¾         | Polydream             |
| 14 septembre | Doncaster    | Royaume-Uni | May Hill Stakes           | Gr. 2       | 1 600 m     | P.-J. McDonald | 1er / 8     | tête        | Dark Rose Angel       |
| 13 octobre   | Newmarket    | Royaume-Uni | Fillies' Mile             | Gr. 1       | 1 600 m     | P.-J. McDonald | 1er / 11    | nez         | September             |
| 2018, 3 ans  |              |             |                           |             |             |                |             |             |                       |
| 6 mai        | Newmarket    | Royaume-Uni | 1000 Guineas              | Gr. 1       | 1 600 m     | P.-J. McDonald | 2e / 15     | 1 ¾         | Billesdon Brook       |
| 27 mai       | Longchamp    | France      | Prix Saint-Alary          | Gr. 1       | 2 000 m     | P.-J. McDonald | 1er / 5     | cte tête    | With You              |
| 17 juin      | Chantilly    | France      | Prix de Diane             | Gr. 1       | 2 100 m     | P.-J. McDonald | 1er / 13    | encolure    | Musis Amica           |
| 23 août      | York         | Royaume-Uni | Yorkshire Oaks            | Gr. 1       | 2 400 m     | P.-J. McDonald | 6e / 8      | 8           | Sea of Class          |
| 15 septembre | Leopardstown | Irlande     | Matron Stakes             | Gr. 1       | 1 600 m     | D. Tudhope     | 1er / 7     | 3/4         | Alpha Centauri        |
| 6 octobre    | Newmarket    | Royaume-Uni | Sun Chariot Stakes        | Gr. 1       | 1 600 m     | D. Tudhope     | 1er / 9     | tête        | Happily               |
| 20 octobre   | Ascot        | Royaume-Uni | Queen Elizabeth II Stakes | Gr. 1       | 1 600 m     | P.-J. McDonald | 8e / 13     | 11 ¼        | Roaring Lion          |
| 2019, 4 ans  |              |             |                           |             |             |                |             |             |                       |
| 18 mai       | Newbury      | Royaume-Uni | Lockinge Stakes           | Gr. 1       | 1 600 m     | P.-J. McDonald | 2e / 14     | 2 ½         | Mustashry             |
| 18 juin      | Ascot        | Royaume-Uni | Queen Anne Stakes         | Gr. 1       | 1 600 m     | P.-J. McDonald | 6e / 16     | 3 ½         | Lord Glitter          |
| 28 juillet   | Deauville    | France      | Prix Rothschild           | Gr. 1       | 1 600 m     | P.-J. McDonald | 1er / 9     | 1/2         | With You              |
| 24 août      | York         | Royaume-Uni | City of York Stakes       | Gr. 2       | 1 400 m     | P.-J. McDonald | 2e / 9      | nez         | Shine So Bright       |
| 14 septembre | Leopardstown | Irlande     | Matron Stakes             | Gr. 1       | 1 600 m     | P.-J. McDonald | 4e / 7      | 2           | Iridessa              |
| 5 octobre    | Newmarket    | Royaume-Uni | Sun Chariot Stakes        | Gr. 1       | 1 600 m     | P.-J. McDonald | 7e / 9      | 7           | Billesdon Brook       |

## Au haras
Devenue poulinière, Laurens donne son premier foal en 2021, un fils de Invincible Spirit nommé First Ambition, avant de rencontrer Kingman.

## Origines
Lorsque Laurens a été conçue, en 2014, son père Siyouni faisait la monte à 7 000 €. Une décennie plus tard, on s'arrachait ses services 150 000 €. Entretemps, ce vainqueur du Prix Jean-Luc Lagardère est devenu l'un des meilleurs étalons d'Europe, père notamment des champions Sottsass, St Mark's Basilica et Paddington. La mère, Recambe, a remporté deux courses mineures en France, mais se réclame de son frère Helene Mascot (par Peintre Célèbre), qui sous le nom de Salford Mill s'est adjugé le Hong Kong Derby et le Hong Kong Classic Mile. Il s'agit d'une issue d'une souche des plus brillantes, remontant à la jument-base Zariba, acquise yearling par Marcel Boussac en 1920, et qui est l'aïeule d'une multitude de champions, de la grande Corrida aux frères Daylami et Dalakhani en passant par le grand étalon Dubawi.

### Pedigree
| Origines de Laurens (FR), jument baie née en 2015 | Origines de Laurens (FR), jument baie née en 2015 | Origines de Laurens (FR), jument baie née en 2015 | Origines de Laurens (FR), jument baie née en 2015 |
| ------------------------------------------------- | ------------------------------------------------- | ------------------------------------------------- | ------------------------------------------------- |
| Père Siyouni                                      | Pivotal                                           | Polar Falcon                                      | Nureyev                                           |
| Père Siyouni                                      | Pivotal                                           | Polar Falcon                                      | Marie d'Argonne                                   |
| Père Siyouni                                      | Pivotal                                           | Fearless Revival                                  | Cozzene                                           |
| Père Siyouni                                      | Pivotal                                           | Fearless Revival                                  | Stufida                                           |
| Père Siyouni                                      | Sichilla                                          | Danehill                                          | Danzig                                            |
| Père Siyouni                                      | Sichilla                                          | Danehill                                          | Razyana                                           |
| Père Siyouni                                      | Sichilla                                          | Slipstream Queen                                  | Conquistador Cielo                                |
| Père Siyouni                                      | Sichilla                                          | Slipstream Queen                                  | Country Queen                                     |
| Mère Recambe                                      | Cape Cross                                        | Green Desert                                      | Danzig                                            |
| Mère Recambe                                      | Cape Cross                                        | Green Desert                                      | Foreign Counter                                   |
| Mère Recambe                                      | Cape Cross                                        | Park Appeal                                       | Ahonoora                                          |
| Mère Recambe                                      | Cape Cross                                        | Park Appeal                                       | Balidaress                                        |
| Mère Recambe                                      | Raana                                             | Kahyasi                                           | Ile de Bourbon                                    |
| Mère Recambe                                      | Raana                                             | Kahyasi                                           | Kadissya                                          |
| Mère Recambe                                      | Raana                                             | Raysiya                                           | Cure The Blues                                    |
| Mère Recambe                                      | Raana                                             | Raysiya                                           | Rilasa (famille 9-e)                              |